# 세르브인

세르브계 보스니아인의 기

세르브인(세르비아어: Срби 스르비[sr̩̂bi], 영어: Serbs)는 주로 세르비아와 몬테네그로, 보스니아 헤르체고비나의 스릅스카 공화국에 거주하는 남슬라브족 계통 민족이다. 남슬라브족에 속하는 슬로베니아인·크로아티아인·달마티아인과 달리 세르브인은 주로 동방 정교회의 독립교회인 세르비아 정교회를 믿는다.

## 역사
7세기부터 발칸반도 중부에 거주했으며 동로마 제국의 영향력에서 동방 정교회를 신봉하기 시작했다. 12세기말에 중세 세르비아 왕국을 건설한 세르브인은 비잔티움 제국에서 독립했다. 그리고 세르비아 정교회가 이 때부터 생겨났다. 14세기말에 세르비아 왕국은 황금기를 맞았지만 그 후 급속히 쇠퇴하여 오스만 제국의 지배하에 들어갔다.
나폴레옹 전쟁 후 빈 체제가 성립하면서 중앙 유럽의 민족주의 운동이 거의 대부분의 경우 실패로 끝났음에도 불구하고, 세르비아 민족주의 운동은 러시아 제국의 후원으로 성공적인 1860년대에 상당한 자치권을 인정 받게 되었다. 1878년 산스테파노 조약과 베를린 조약을 통해 세르비아는 몬테네그로, 루마니아와 함께 다시 독립을 쟁취했다.
제1차 세계대전 이후 세르비아 왕국은 슬로베니아, 크로아티아, 보스니아 헤르체고비나를 오스트리아-헝가리 제국에서 탈취해서, 남슬라브족의 공동 국가인 유고슬라비아 왕국의 건설을 목표로 하였다. 이후 유고슬라비아 왕국은 세르브인 주도로 운영되어, 비세르브인 세력과의 갈등이 심화되었다. 따라서 제2차 세계대전 기간에 추축국에 점령당했고, 주로 안테 파벨리치의 크로아티아 독립국에 의한 세르브인 집단학살이 일어났다.
제2차 세계대전이 끝나자 티토에 의하여 유고슬라비아 사회주의 연방공화국이 성립되었다. 세르브인은 유고슬라비아의 주된 구성원으로서 크로아티아인, 슬로베니아인, 보스니아인, 마케도니아인과 협조를 도모해 왔지만, 1980년 지도자 티토가 사망하면서 크로아티아인과의 다시 갈등을 심화했다. 또한 코소보에서 알바니아인과 세르브인과 관계가 험악해져, 1999년 코소보 전쟁이 발발하였다.
1992년에는 유고슬라비아 연방 공화국(FRJ)가 성립하여 세르비아는 몬테네그로와 함께 연방 회원국이 되었다. 그 후 2003년에 유고슬라비아라는 국명은 세르브인으로부터 분리 독립된 몬테네그로인 정체성 확립의 풍조에 따라 세르비아 몬테네그로로 수정되면서 사라지게 되었다. 2006년 6월 3일, 이에 앞서 5월 23일에 실시된 국민 투표의 결과를 근거로 하여 몬테네그로는 세르비아로부터 독립을 선언했다. 6월 5일 세르비아 몬테네그로는 완전히 해체되었다. 또한 2008년에는 국제연합(UN) 통치하에 있던 코소보 분리 독립을 선언했지만, 세르비아 정부는 현재까지 승인하고 있지 않다.

## 인구 통계
세르브인은 약 800만여 명 정도가 서부 발칸반도에 거주하고 있다. 특히 세르브인은 세르비아의 제1민족으로서 약 600만여 명이 거주하고 있으며, 이는 세르비아 인구의 약 83%를 차지한다. 또한 세르비아로부터 독립을 선언한 코소보에도 10만 명 이상 거주하고 있다. 유고슬라비아 사회주의 연방공화국의 일부였던 보스니아 헤르체고비나의 스릅스카 공화국에는 약 140만여 명이 거주한다. 그밖에 크로아티아에는 약 18만 6,000 명, 몬테네그로에는 약 17만 8,000 명이 거주하고 있다.

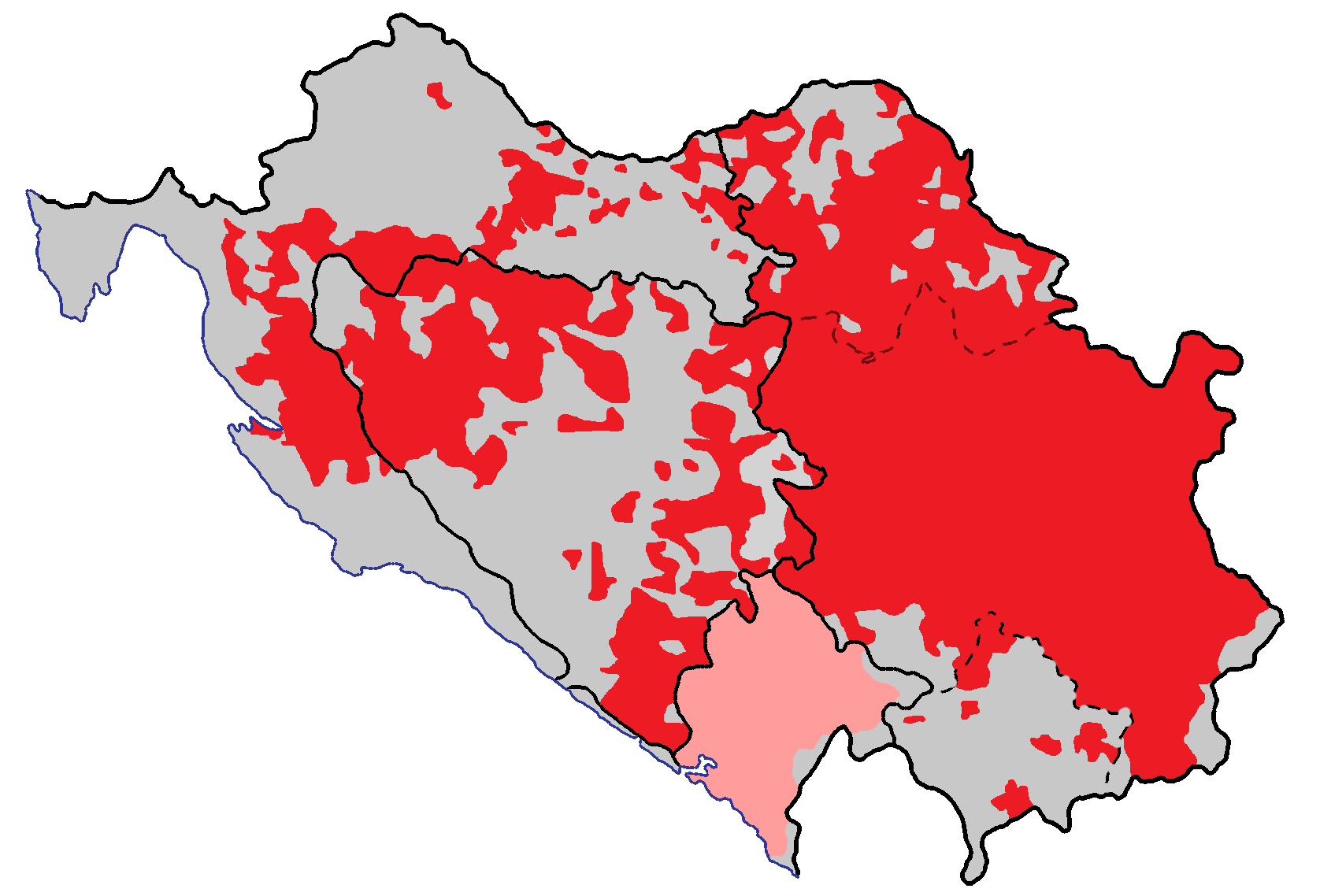
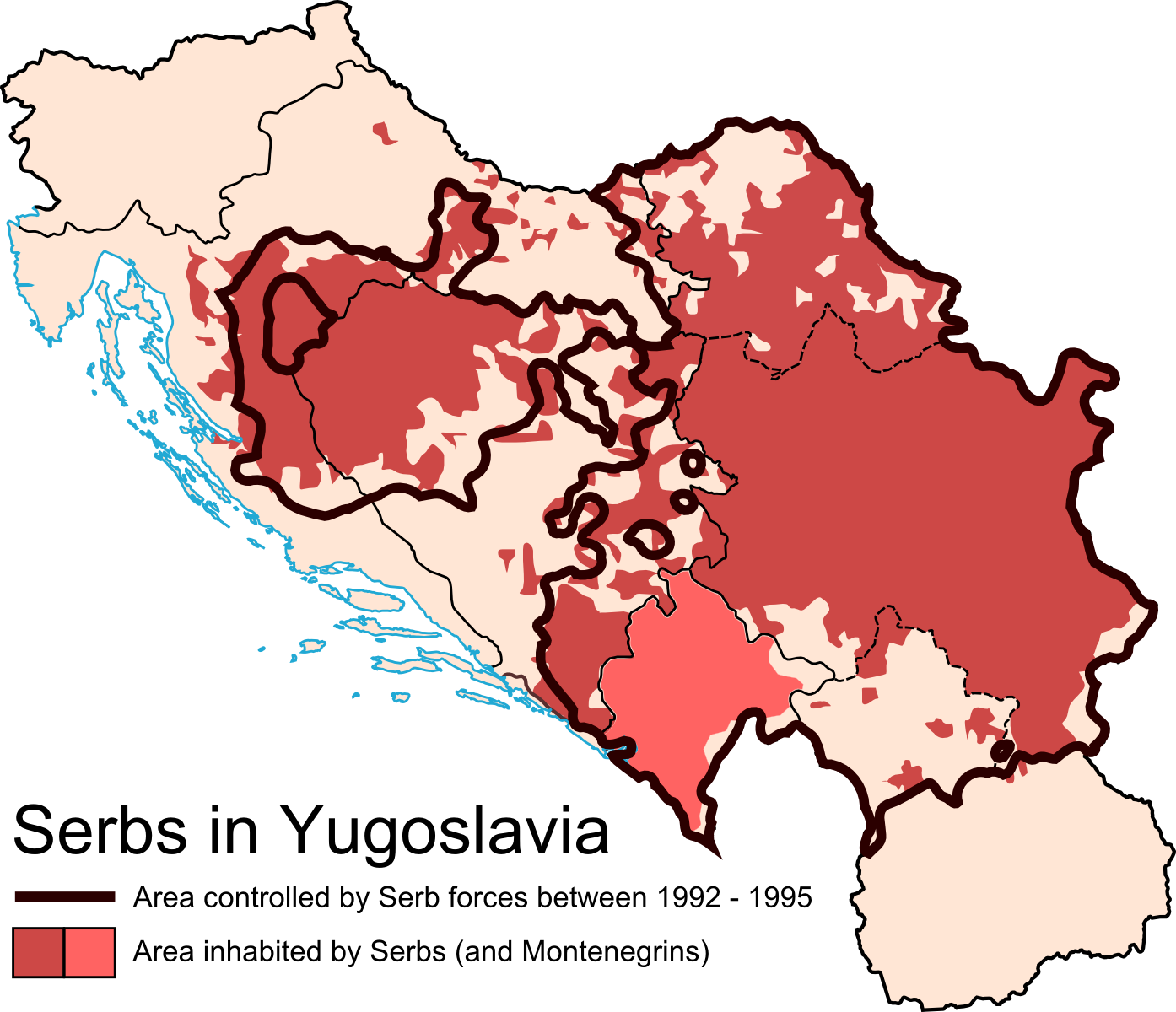
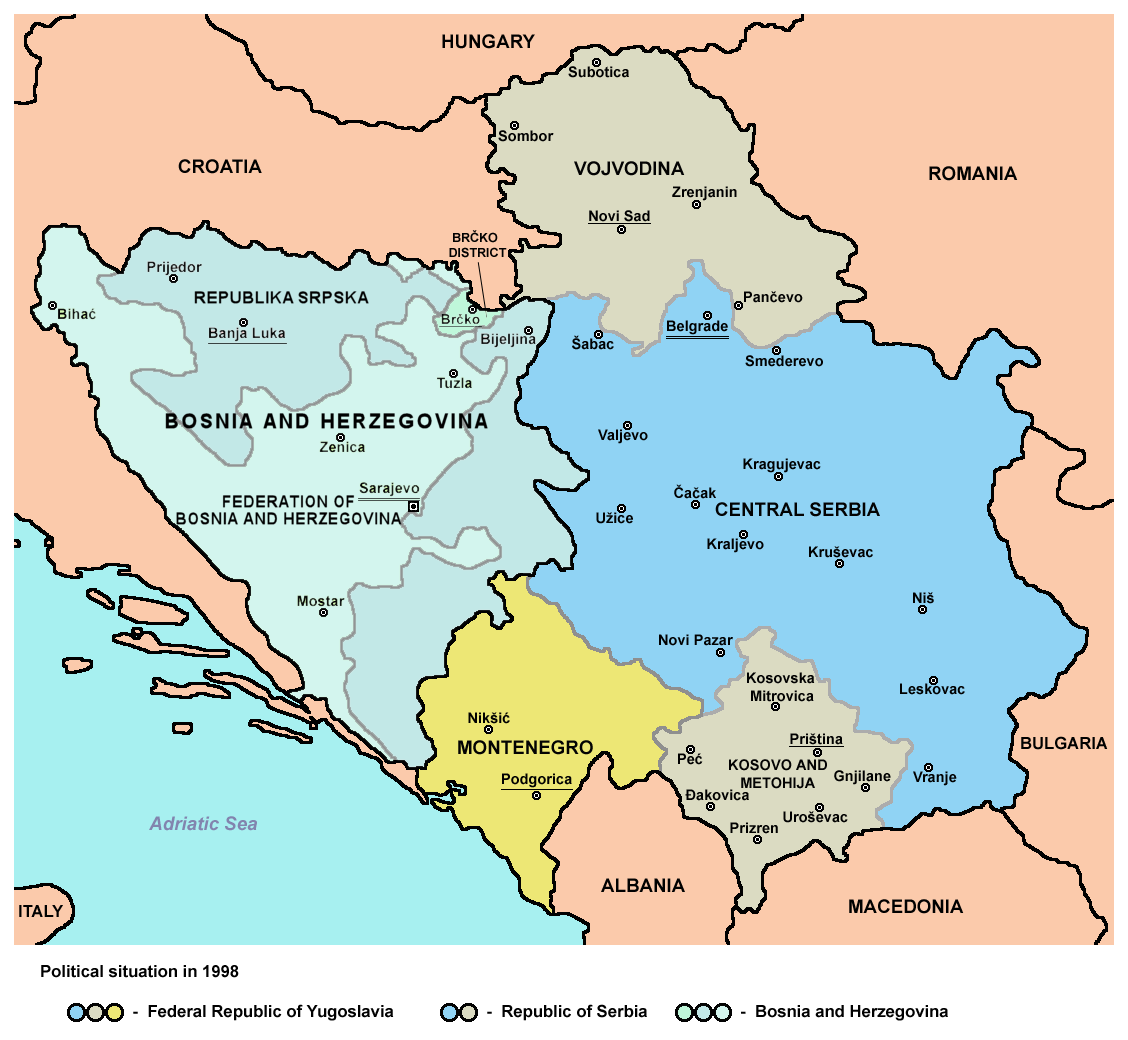
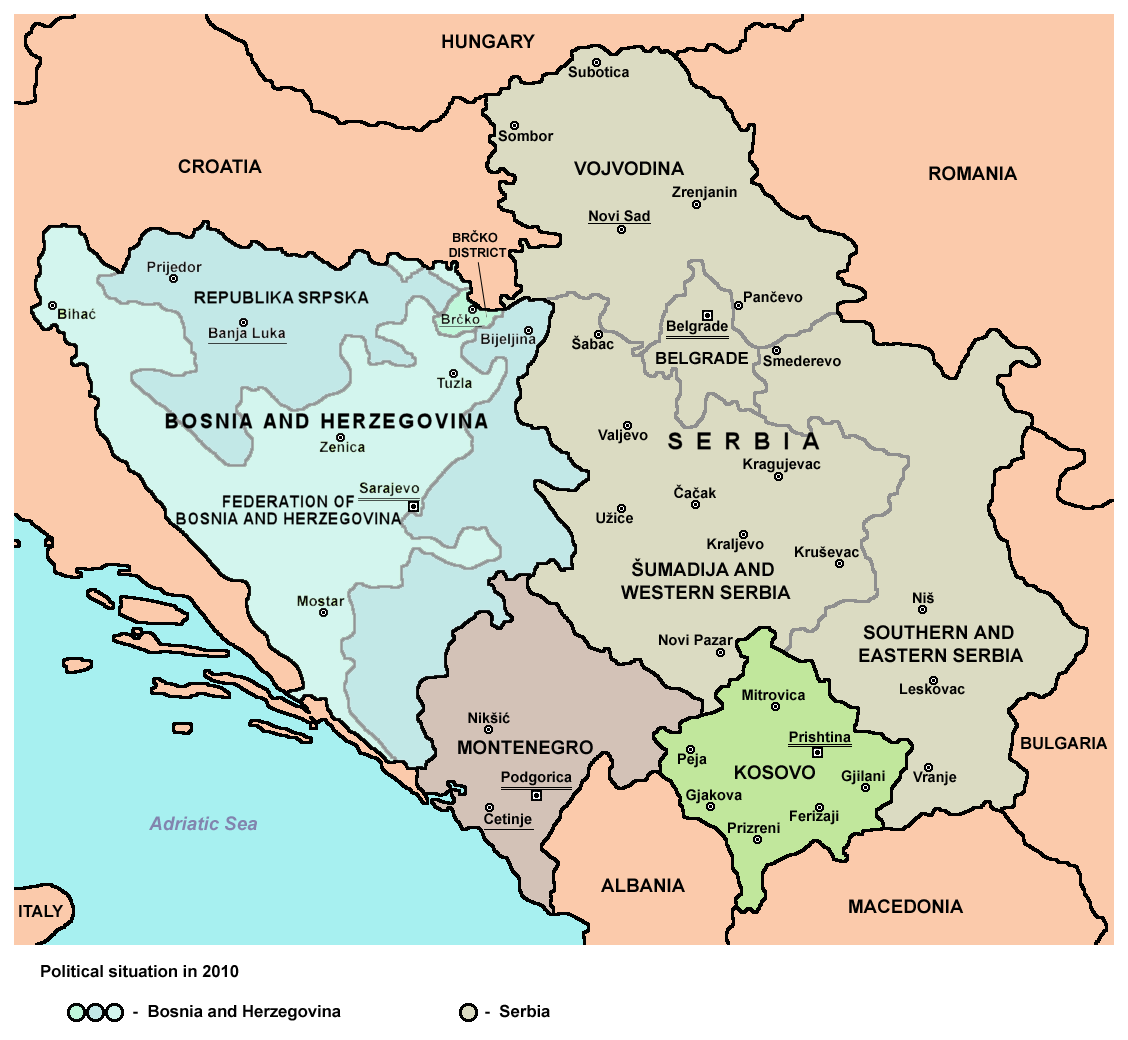

## 같이 보기
- 몬테네그로인